# Lebensraum

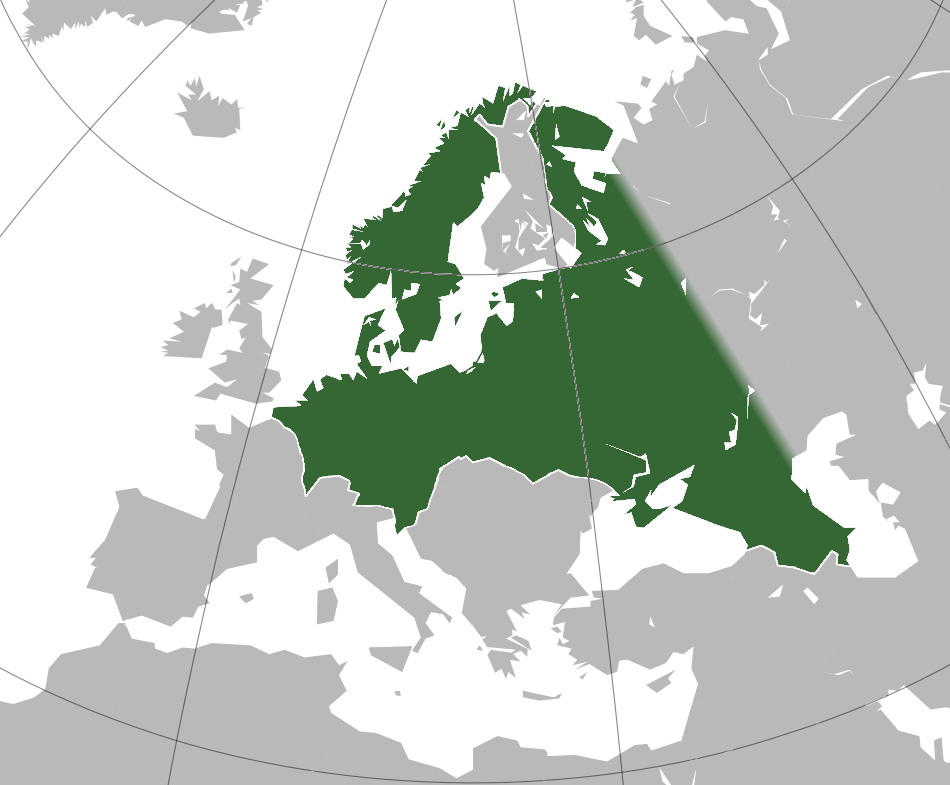
Lo spazio vitale del Großdeutsches Reich ("Reich della Grande Germania") nei progetti del Terzo Reich. Cfr. anche Generalplan Ost.

Il termine Lebensraum (spazio vitale) è una definizione nata in biogeografia, successivamente estesasi all'utilizzo in ambiente geopolitico. Con questo termine si indica maggiormente la teoria nazionalsocialista tedesca dello spazio vitale, che ambiva a dare alla Germania le maggiori risorse ed il più ampio spazio su cui operare e a riunire le popolazioni tedesche sparse in Europa sotto un unico grande Reich. Un concetto simile, lo spazio vitale, albergava nel pensiero fascista italiano, del quale riassumeva e giustificava le aspirazioni di espansione territoriale.

## Origine
La parola Lebensraum venne coniata da Friedrich Ratzel nel 1897, in applicazione ad analisi fito e zoogeografiche, per riferirsi a un'area geografica all'interno della quale si sviluppa una determinata specie, per poi ricevere riconoscimento in ambiente scientifico dopo la pubblicazione del suo studio biogeografico nel 1901. Un termine che, in tale contesto, otteneva una valenza di carattere darwinistico-sociale.

## Geopolitica e nazionalsocialismo

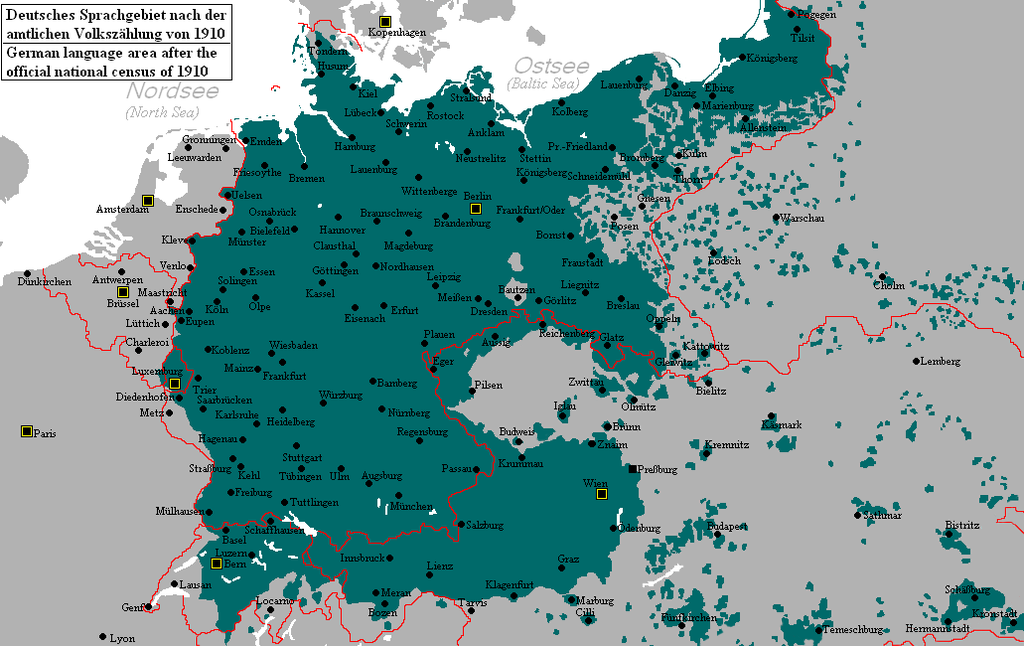
Distribuzione storica dei germanofoni attorno al 1910.

Lebensraum subì poi il passaggio dalla biogeografia alla geopolitica principalmente grazie a Karl Haushofer, generale e uno dei maggiori teorici della geopolitica tedesca. Haushofer concepiva il Lebensraum come espansione della Germania verso est, a discapito dei Paesi slavi. I corsi di geopolitica tenuti da Haushofer a Monaco di Baviera, suscitarono l'entusiasmo del suo allievo Rudolf Hess, il quale lo presentò a Hitler durante la prigionia a Landsberg. Hess tenne memoria delle numerose e lunghe visite di Haushofer a Landsberg, dove Hitler stava completando il Mein Kampf.
Il termine Lebensraum venne ripreso dunque da quest'ultimo, che lo menziona esplicitamente nel suo Mein Kampf:
(Adolf Hitler, Mein Kampf)
La geopolitica nazionalsocialista espresse tre motivi fondamentali che spingevano la Germania a muoversi verso est: 
- il primo era dettato dalla storia: la Germania realizzava una spinta "vitale" verso oriente (Drang nach Osten, spinta a est) fin dal Medioevo (con l'Ostsiedlung);
- il secondo era dettato dal Trattato di Versailles, con cui le potenze vincitrici della Grande Guerra avevano privato l'Impero tedesco delle sue colonie e di numerosi territori, considerati indispensabili per la sopravvivenza del popolo tedesco;
- il terzo era dovuto alla forte spinta demografica della Germania, considerata "potenza proletaria", per sfogare la quale erano necessarie nuove terre, ritenendo inevitabile quindi un'espansione verso le pianure abitate dagli slavi, praticamente spopolate in proporzione con l'alta densità abitativa tedesca e dell'Europa occidentale in generale.[2]

Queste teorie vennero quindi utilizzate fortemente dalla propaganda tedesca per giustificare l'Operazione Barbarossa, con la quale il Terzo Reich invase l'Unione Sovietica nel giugno 1941.
Io sarei perciò felice se questi problemi potessero veramente essere risolti al tavolo delle trattative.»
(Adolf Hitler)

### Il Nuovo Ordine Europeo
Strettamente vicini al concetto nazionalsocialista di spazio vitale sono: il concetto di Nuovo Ordine (Neue Ordnung), il progetto per il nuovo ordine statuale europeo (e internazionale) che avrebbe dovuto sostituire le gerarchie precedenti alla seconda guerra mondiale a conclusione della stessa; il concetto di Grossdeutsches Reich, la Grande Germania, intesa come centro di un Impero Europeo in gestazione; il Piano generale per l'est (Generalplan Ost), inerente alla riorganizzazione generale dei territori e delle popolazioni tedesche e slave nei territori conquistati a oriente.

## Spazio vitalenell'ideologia fascista italiana
Germania/Lebensraum
     Impero italiano/Spazio vitale
     Impero giapponese/Sfera di co-prosperità

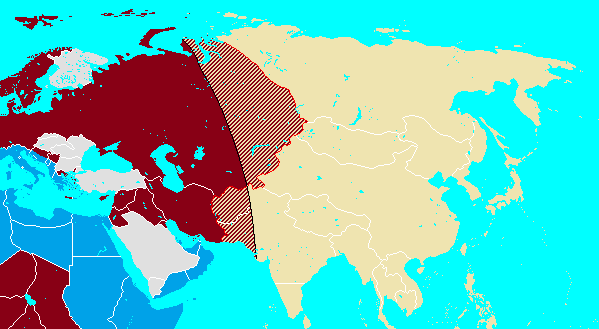
La divisione dell'Eurafrasia tra le tre principali Potenze dell'Asse:
Germania/Lebensraum
Impero italiano/Spazio vitale
Impero giapponese/Sfera di co-prosperità

Un concetto simile, lo spazio vitale, albergava nel pensiero fascista italiano, del quale riassumeva e giustificava le aspirazioni di espansione territoriale.

### Connotazione ideologica: differenze con l'ideologia nazista
Tuttavia, mentre la conquista dello "spazio vitale" nazista era basata sul razzismo scientifico, e implicava necessariamente un'operazione di ingegneria razziale sull'Europa, da attuarsi con il genocidio delle nazioni soggiogate, l'aspirazione egemonica di Benito Mussolini non presupponeva il genocidio, ma affidava alla razza italiana, considerata "custode e portatrice di una civiltà superiore", la missione di esportare la rivoluzione fascista fuori dai propri confini, "civilizzare" i territori conquistati, e «imporre i criteri morali e razziali, il diritto, la virtus e la libertas».
Le nazioni sconfitte sarebbero state sottoposte al potere e alla "protezione" di Roma, ma avrebbero mantenuto la propria lingua e la propria cultura. L'ideologo fascista Giuseppe Bottai, nei suoi Contributi dell'Italia al nuovo ordine, paragonava questa missione storica all'agire degli antichi romani, affermando che «i nuovi italiani avrebbero illuminato il mondo con l'arte, educato con la sapienza, dato ai nuovi territori una salda struttura con la tecnica e l'abilità amministrativa».

### Piccolo e grande spazio
Lo "spazio vitale" sarebbe stato suddiviso tra il "piccolo spazio", cioè lo spazio fisico dei soli italiani, e il "grande spazio", l'ambito geografico più vasto abitato, invece, da altre popolazioni sotto la dominazione coloniale italiana, sul quale esercitare un potere sottratto a ogni ingerenza di potenze estranee. Lo "spazio vitale" sarebbe stato il perimetro entro cui imporre il Nuovo Ordine e nel quale realizzare quel ruolo storico speciale che, secondo la retorica fascista, sarebbe spettato alla nazione italiana.

### Estensione dello "spazio vitale" italiano
L'estensione territoriale dello "spazio vitale" italiano doveva coprire l'intero Mediterraneo (il Mare Nostrum della retorica imperiale) e tutta l'Africa settentrionale, dall'Oceano Atlantico all'Oceano Indiano. L'inequivocabile ambizione espansiva sul Mare Nostrum si era espressa già in maniera lampante con il massiccio impegno bellico profuso sul fronte della guerra civile spagnola, con 35.000 soldati impegnati, un esborso di oltre 6 miliardi di lire per l'approvvigionamento di materiale bellico, e le ingenti perdite umane, ammontanti a 4.000 morti e 11.000 feriti.